# 沃尔特·R·钦克尔
沃尔特·R·钦克尔（英語：Walter R. Tschinkel，1940年—）是一位美国昆虫学家，佛罗里达州立大学教授，专攻蚂蚁的真社会性，其作品《火蚁》（The Fire Ants）获普利策奖提名。